# Вулиця Пластунська (Севастополь)
Вулиця Пластунська (крим. Plastunska soqaq) — вулиця в Нахімовському районі Севастополя.
Вулиця названа на ім'я пластунів — піхотних розвідників.
Загальна довжина Пластунської вулиці становить трохи більш як два кілометри, добру половину її займають нові приватні будинки, зведені за останні пару десятиліть.